# 天津市西青区低运量胶轮有轨电车T2线
天津市西青区低运量胶轮有轨电车T2线，又称西青云巴T2线，是一条规划中的胶轮有轨电车线路，计划采用比亚迪云巴制式，主线起自杨柳青站，终至大寺新家园，长度约47公里。支线则起自7号线芦北路站，终至鸭淀水库，长度约6公里。
一期工程共设有14个站点，其中主线12个站点、支线2个站点。线路总长15.75公里，主线长13.7公里，全线设车辆段一座，位于支线，控制中心设在车辆段内。

## 车站[3]
| 站名     | 里程   | 站间距 | 换乘             | 行政区 | 开通日期 | 站台设计 | 开门方向 |
| 主线     | 主线   | 主线   | 主线             | 主线   | 主线     | 主线     | 主线     |
| -------- | ------ | ------ | ---------------- | ------ | -------- | -------- | -------- |
| 文化中心 | 不適用 | 不適用 | 不適用           | 西青区 | 不適用   | 不適用   | 不適用   |
| 润杨道   | 不適用 | 不適用 | 不適用           | 西青区 | 不適用   | 不適用   | 不適用   |
| 泽杨道   | 不適用 | 不適用 | 不適用           | 西青区 | 不適用   | 不適用   | 不適用   |
| 京福公路 | 不適用 | 不適用 | 不適用           | 西青区 | 不適用   | 不適用   | 不適用   |
| 津静路   | 不適用 | 不適用 | 不適用           | 西青区 | 不適用   | 不適用   | 不適用   |
| 高泰路   | 不適用 | 不適用 | 不適用           | 西青区 | 不適用   | 不適用   | 不適用   |
| 安福道   | 不適用 | 不適用 | 不適用           | 西青区 | 不適用   | 不適用   | 不適用   |
| 知景道   | 不適用 | 不適用 | 不適用           | 西青区 | 不適用   | 不適用   | 不適用   |
| 杰盛里   | 不適用 | 不適用 | 本线路支线       | 西青区 | 不適用   | 不適用   | 不適用   |
| 辛老路   | 不適用 | 不適用 | 不適用           | 西青区 | 不適用   | 不適用   | 不適用   |
| 枫雅道   | 不適用 | 不適用 | 不適用           | 西青区 | 不適用   | 不適用   | 不適用   |
| 南站     | 不適用 | 不適用 | █ 3号线 天津南站 | 西青区 | 不適用   | 不適用   | 不適用   |
| 支线     |        |        |                  |        |          |          |          |
| 天华路   | 不適用 | 不適用 | 不適用           | 西青区 | 不適用   | 不適用   | 不適用   |
| 锦盛里   | 不適用 | 不適用 | 不適用           | 西青区 | 不適用   | 不適用   | 不適用   |